# Thamnochortus pellucidus
Thamnochortus pellucidus är en gräsväxtart som beskrevs av Neville Stuart Pillans. Thamnochortus pellucidus ingår i släktet Thamnochortus och familjen Restionaceae. Inga underarter finns listade i Catalogue of Life.